# Đuli
Đuli este un sat din comuna Pljevlja, Muntenegru. Conform datelor de la recensământul din 2003, localitatea are 18 locuitori (la recensământul din 1991 erau 30 de locuitori).

## Demografie
În satul Đuli locuiesc 18 persoane adulte, iar vârsta medie a populației este de 61,7 de ani (63,6 la bărbați și 59,8 la femei). În localitate sunt 7 gospodării, iar numărul mediu de membri în gospodărie este de 2,57.
Această localitate este populată majoritar de sârbi (conform recensământului din 2003).
|  |

| Demografie | Demografie | Demografie |
| An         | Locuitori  | Locuitori  |
| ---------- | ---------- | ---------- |
|            |            |            |
|            |            |            |
|            |            |            |
|            |            |            |
| 1948       | 107        |            |
| 1953       | 111        |            |
| 1961       | 113        |            |
| 1971       | 103        |            |
| 1981       | 68         |            |
| 1991       | 30         | 30         |
| 2003       | 18         | 18         |

| \| Componența etnică conform recensământului din 2003[2] \| Componența etnică conform recensământului din 2003[2] \| Componența etnică conform recensământului din 2003[2] \| Componența etnică conform recensământului din 2003[2] \| Componența etnică conform recensământului din 2003[2] \| \| ----------------------------------------------------- \| ----------------------------------------------------- \| ----------------------------------------------------- \| ----------------------------------------------------- \| ----------------------------------------------------- \| \| \| \| \| \| \| \| Sârbi \| Sârbi \| \| 12 \| 66,66% \| \| Muntenegreni \| Muntenegreni \| \| 6 \| 33,33% \| \| necunoscută \| necunoscută \| \| 0 \| 0% \| |              |  |    |        |
| Componența etnică conform recensământului din 2003 |              |  |    |        |
| |              |  |    |        |
| Sârbi | Sârbi        |  | 12 | 66,66% |
| Muntenegreni | Muntenegreni |  | 6  | 33,33% |
| necunoscută | necunoscută  |  | 0  | 0%     |